# 纏頭巾

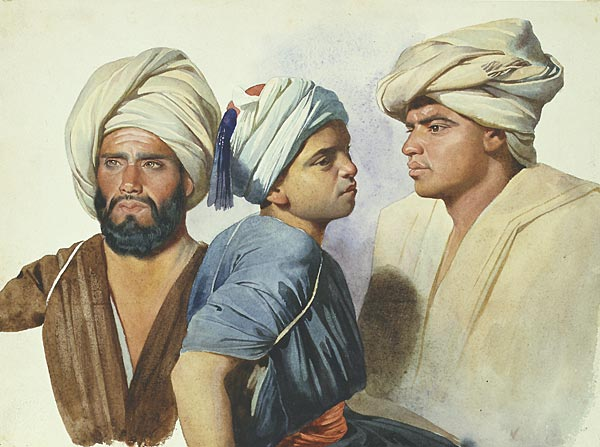
穆斯林男性的纏頭巾

纏頭巾（英語：turban）是一種頭巾。世界各地都有款式各異的纏頭巾，以南亞、中亞、西亞、北非、東非最為常見。纏頭巾通常與錫克教徒、穆斯林男性聯繫在一起，但其它文化也有纏頭習俗，如埃塞俄比亞正教會、中南半島以及中國南方的一些民族等。近現代女性有時也戴纏頭巾作為裝飾。
中国历史上，男性佩戴缠头是穆斯林民族与非穆斯林民族区分的标志。15世纪初，统治新疆的东察合台汗国可汗马哈麻强制蒙兀儿人佩戴缠头，以此巩固蒙兀儿人的伊斯兰信仰。清代至民国，将新疆地区的今维吾尔族先民称为缠回、缠族。当代在内蒙古自治区阿拉善盟，信仰伊斯兰教的蒙古族除称蒙古回回外，另一种俗称是缠头回回。

## 式样

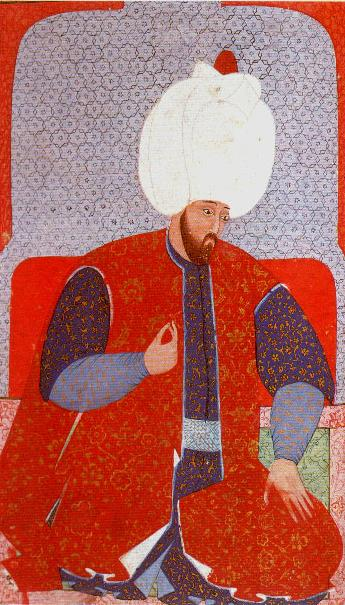
奥斯曼帝国苏丹苏莱曼一世
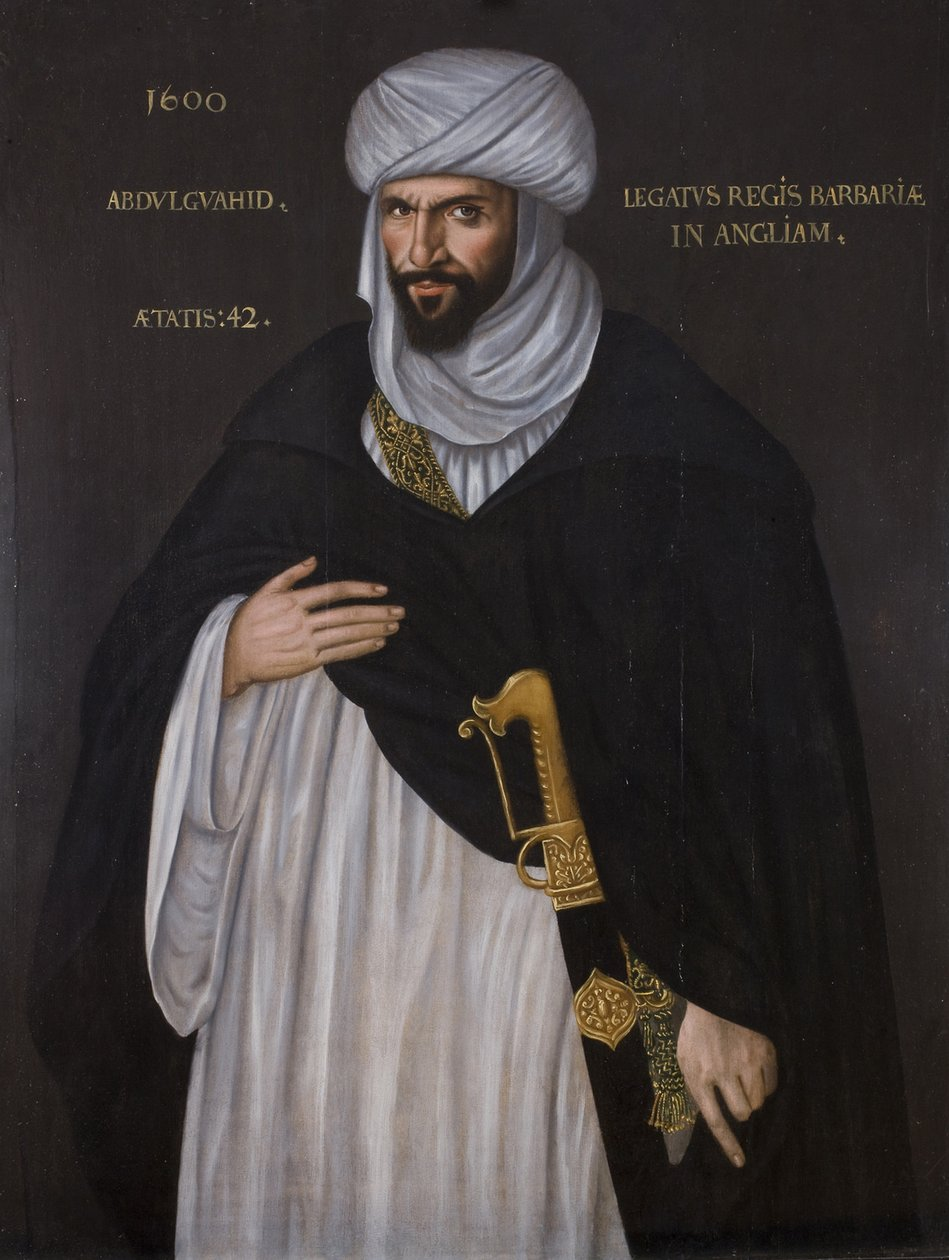
大约于1600年描制的油画，是出使英格兰会见女王伊丽莎白一世的摩尔人大使。
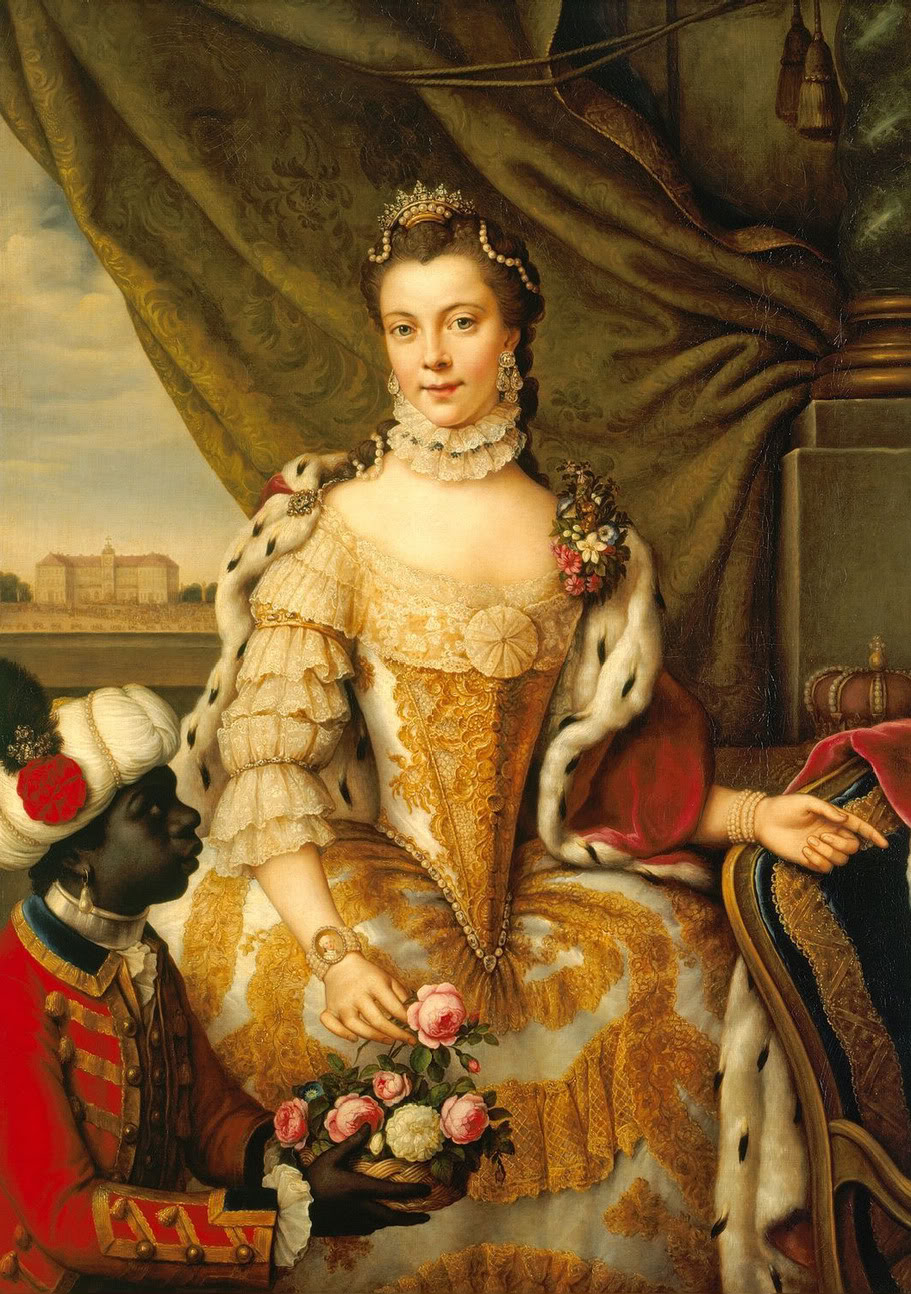
德國及丹麥画家约翰·格奥尔格·齐塞尼斯（英语：Johann Georg Ziesenis）在1761年左右绘制的，年轻贵族女性夏洛特的肖像。其中，身穿欧式服装的黑人男仆，佩戴缠头，以突出异域风情。
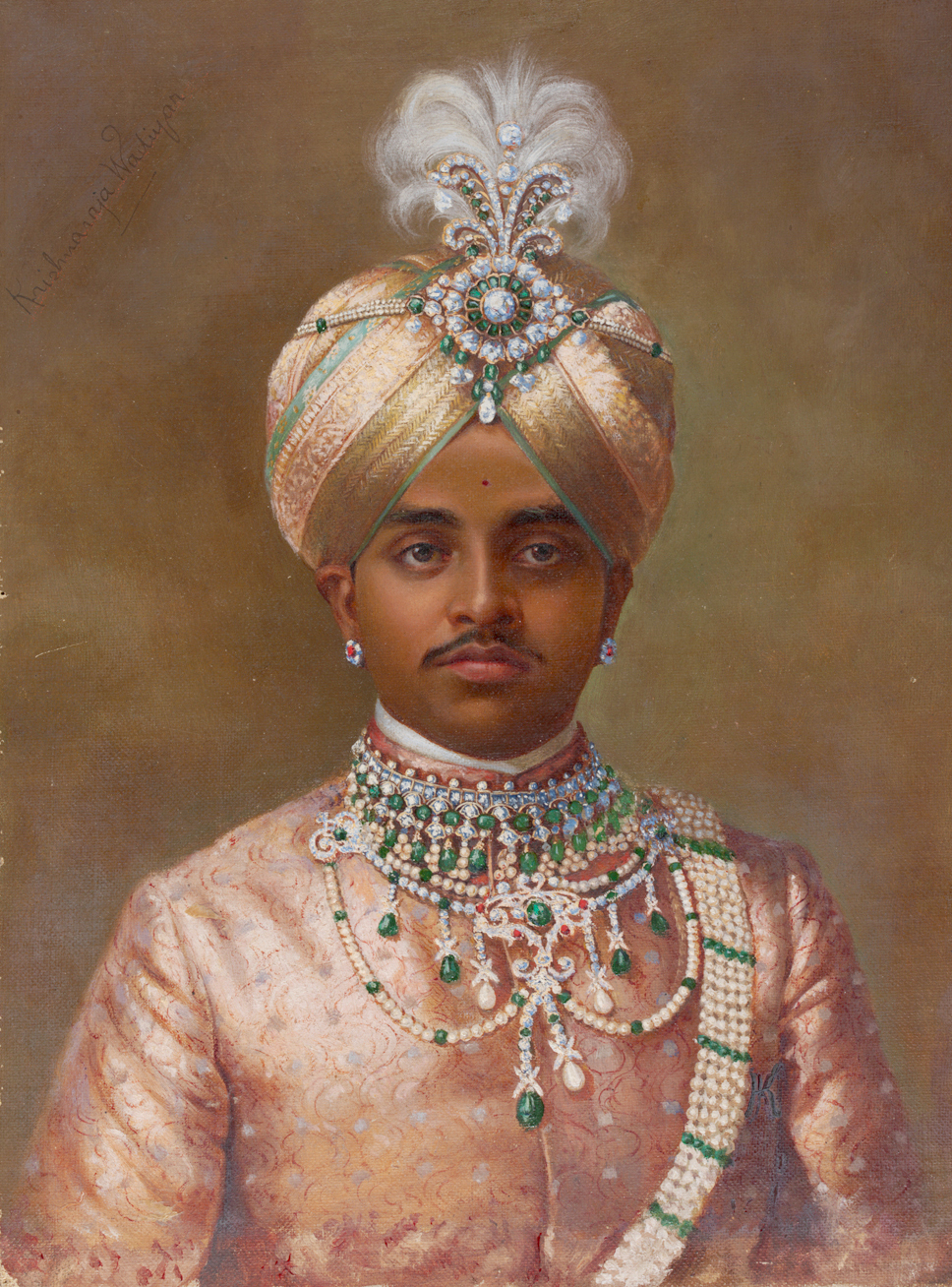
印度迈索尔土邦的克里希纳·拉贾·瓦迪亚尔四世（英语：Krishna Raja Wadiyar IV）摩诃罗阇。
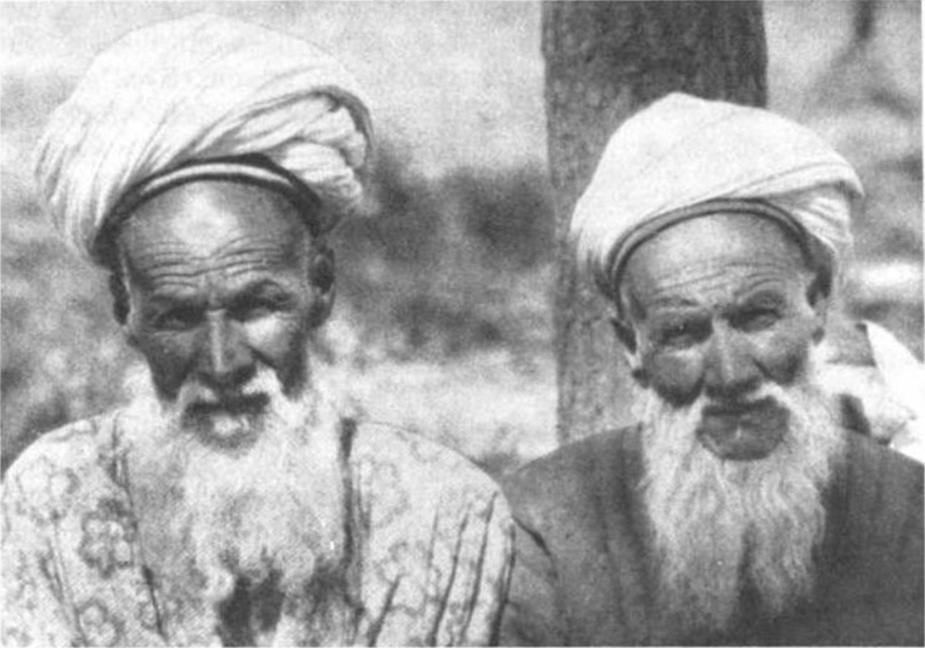
1920年代，中国新疆佩戴缠头的穆斯林男子。
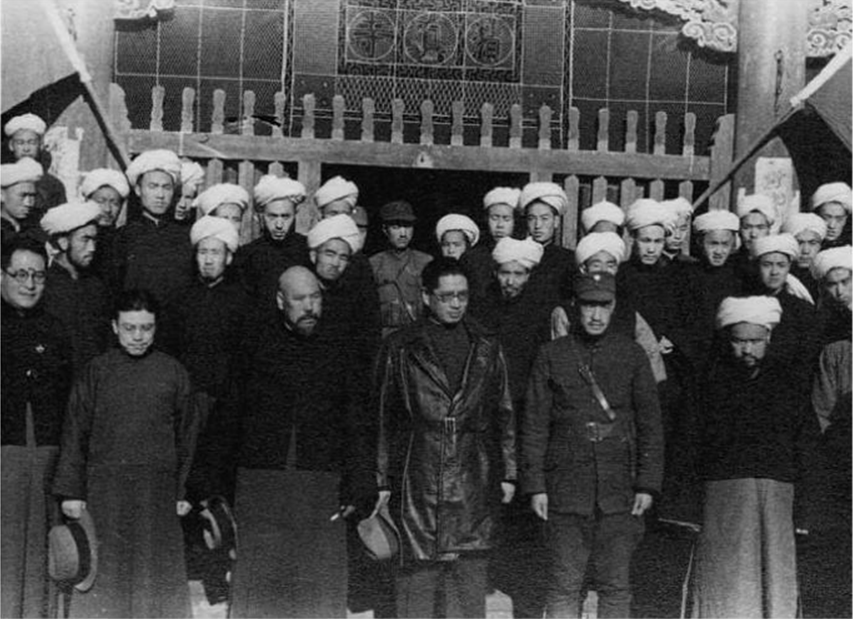
1934年，宋子文、马步芳在青海西宁的清真寺前，与当地男性回族民众合影。男性民众穿着的长袍马褂是当时中国男性普遍的着装。同时，他们以佩戴白色缠头的方式，展示穆斯林身份。
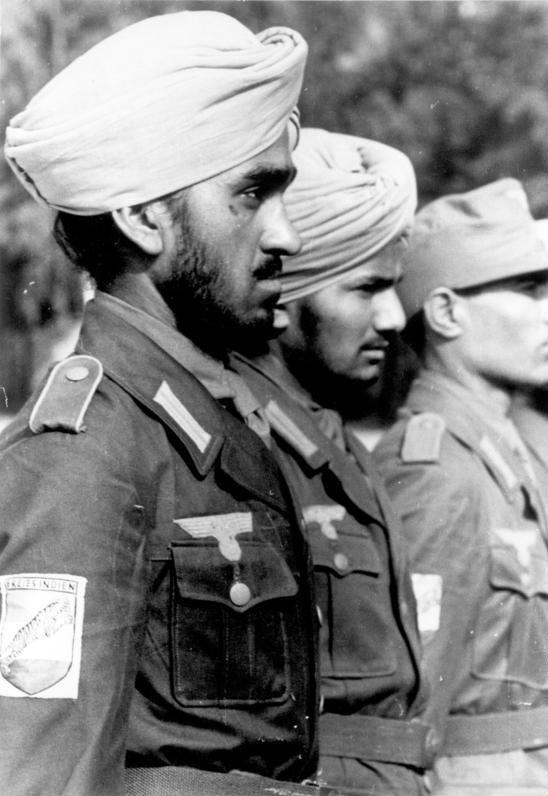
自由印度臨時政府的士兵。
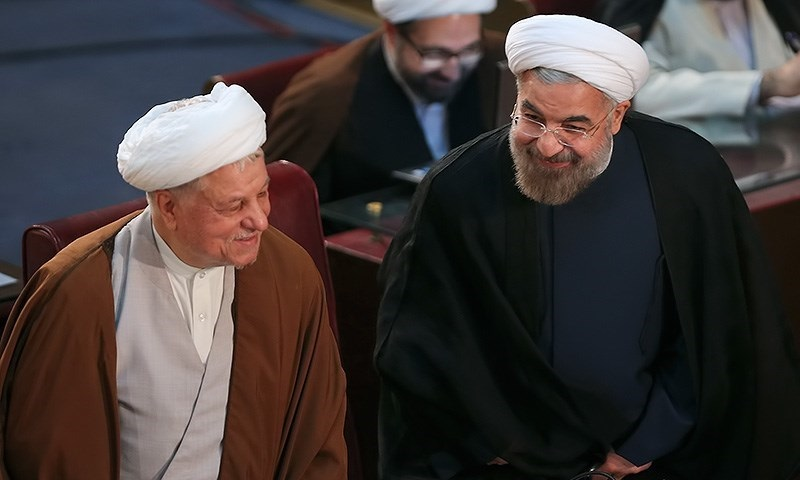
伊朗总统哈桑·鲁哈尼和前总统阿克巴尔·哈什米·拉夫桑贾尼
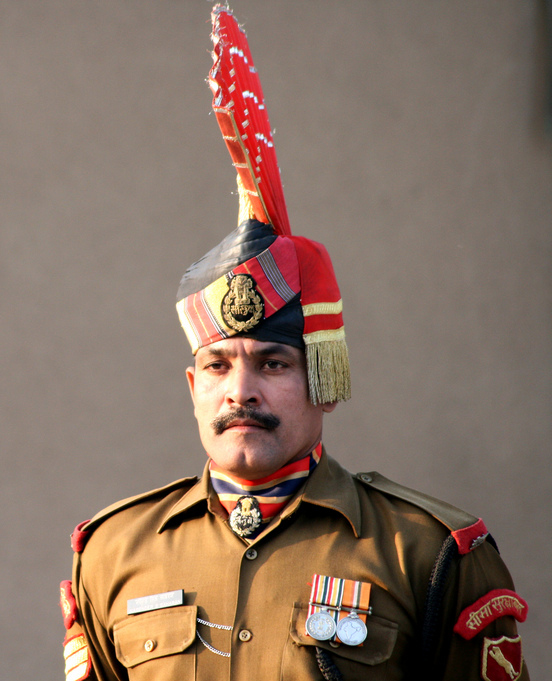
印度边境安全部队士兵
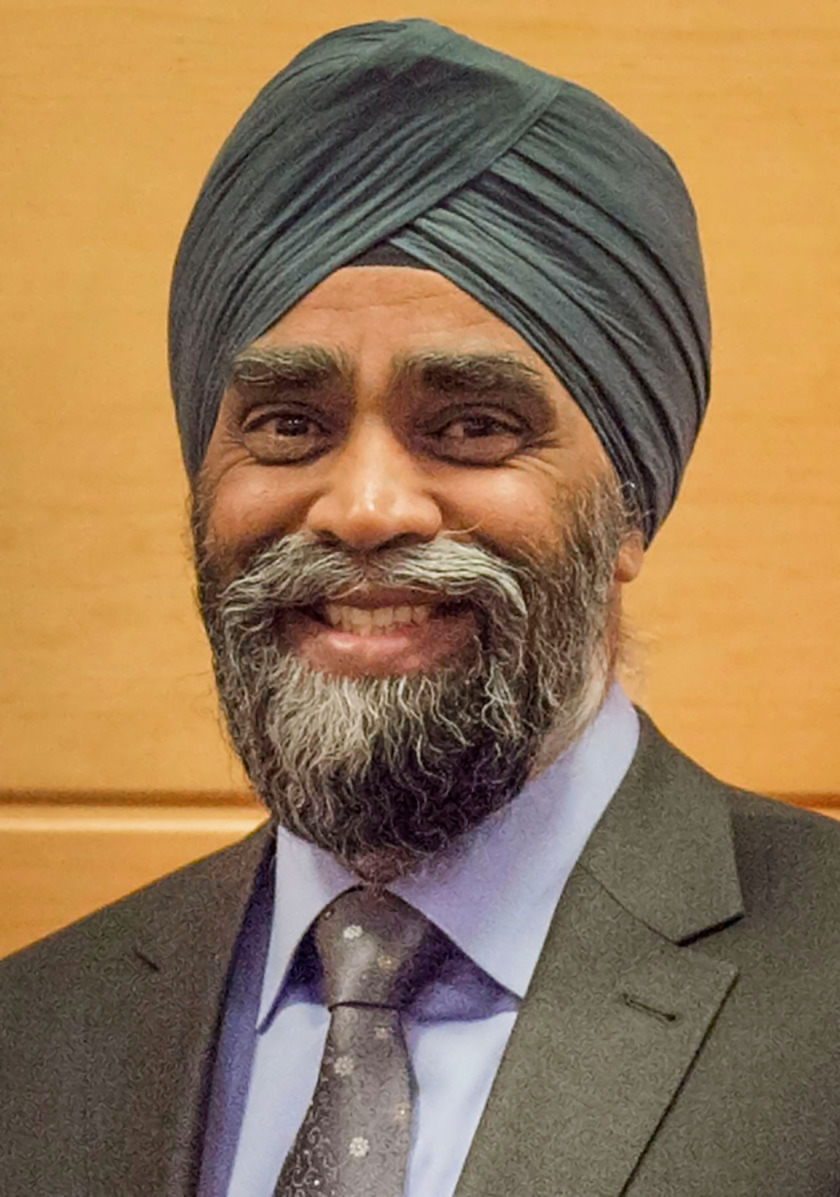
加拿大国防部长石俊，是现代锡克人常见缠头式样。
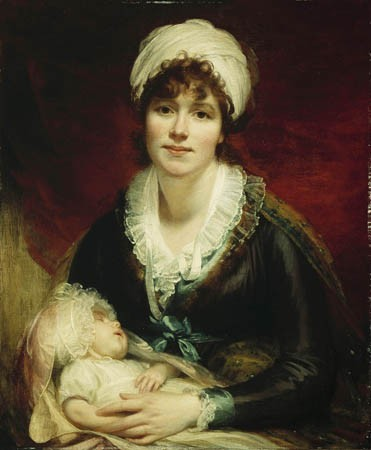
戴纏頭巾的安妮·比奇（英语：Anne Beechey）
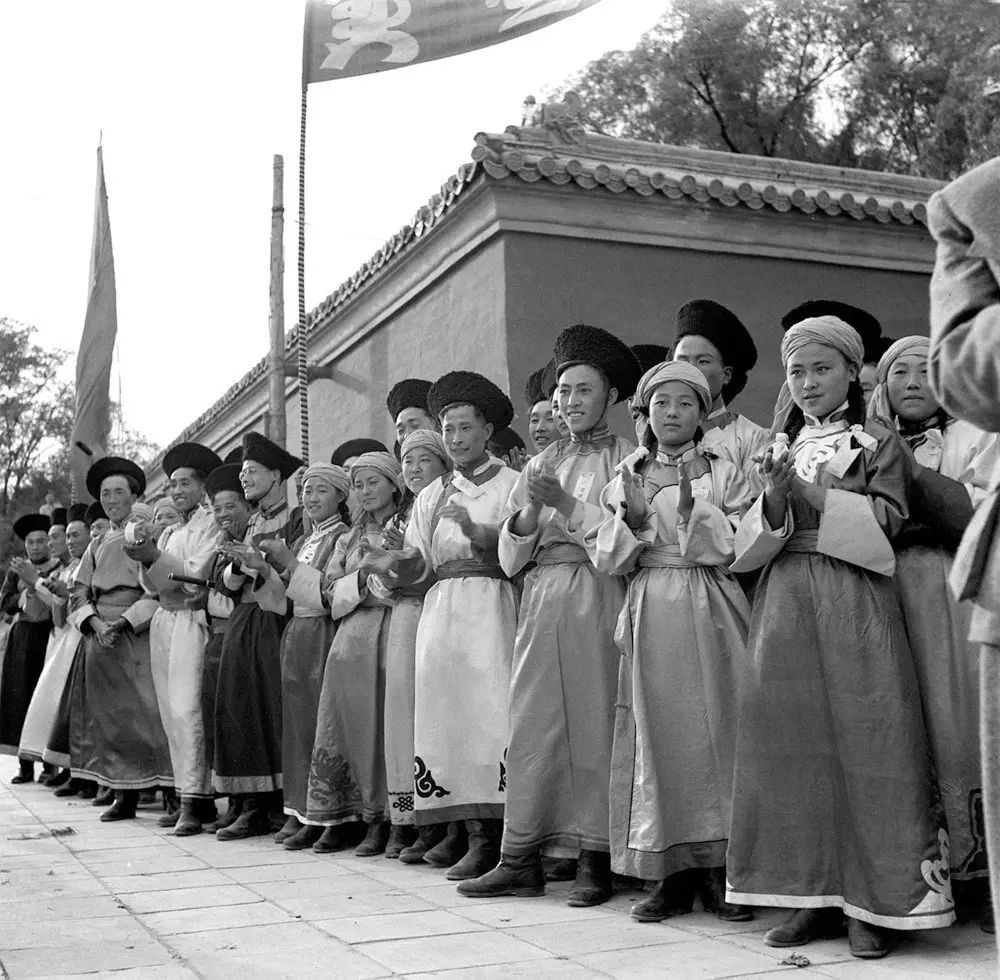
1950年10月，在北京参加国庆节活动的内蒙古文工团。女团员穿蒙古袍、缠头巾。

## 外部連結
维基共享资源上的相關多媒體資源：纏頭巾（分類）